# Altafjord
Altafjorden (samisk: Álaheaivuotna) en  norsk fjord i Troms og Finnmark fylke  i nord Nordnorge.
Den  er den vestligste af de 5 store fjorde i Finnmark. Fjorden starter på ydersiden af de tre store sunde Stjernsund, Vargsund og Rognsund, som dannes af øerne Stjernøya og Seiland. Inderst i Altafjorden ligger byerne Alta  og Rafsbotn. Fjorden har en dybde på op til 488 m.
Under 2. verdenskrig havde  Tyskland deres største  flådebase i fjorden.
Altafjorden var beskyttet i alle ender og kanter, med kraftige kanoner, søminefelter, dybdebomber og ubådsnet.
Her lå således slagskibene Tirpitz og Scharnhorst og lommeslagskibet Lützow, samt et utal af destroyere.
Derfor forsøgte englænderne at uskadeliggøre disse skibe i Altafjord.
Ved Operation Source 20. september 1943 sendte man  mini-både ind i fjorden, og beskadigede slagskibet Tirpitz kraftigt.  

## Sidefjorde
- Langfjorden
- Kåfjord
- Skillefjord
- Korsfjorden
- Komagfjorden
- Store Lerresfjord
- Lille Lerresfjord

## Øer
- Stjernøya
- Seiland
- Årøya
- Brattholmen
- Brennholmen
- Rundholmen
- Russeluftholmen

## Byer og landsbyer
- Rivarbukt
- Tappeluft
- Langfjordbotn
- Isnestoften
- Talvik
- Melsvik
- Kåfjord
- Kvenvik
- Alta
- Rafsbotn
- Russeluft
- Kviby
- Årøya
- Storekorsnes
- Nyvoll
- Store Lerresfjord
- Lille Lerresfjord

## Elve
- Bognelven
- Halselven
- Mattiselven
- Alta-Kautokeinovassdraget
- Tverrelven
- Transfarelven
- Sørelven
- Sagaelven
- Lakselven (Kvibyelven)
- Leirbotnelven
- Skillefjordelven
- Komagfjordelven
- Lerresfjordelven[1]